# Akademia Ruchu
Akademia Ruchu ist eine Gruppe von polnischen Performancekünstlern, die 1973 von Wojciech Krukowski in Warschau gegründet wurde. Janusz Bałdyga, Jolanta Krukowska, Zbigniew Olkiewicz, Jarosław Żwirblis, Cezary Marczak, Jan Pieniążek, Krzysztof Żwirblis gehören zu den Mitgliedern.
Die Gruppe hat über sechshundert Happenings, Theaterperformances, politische Aktionen und anonyme Interventionen im öffentlichen Raum realisiert.
Akademia Ruchu präsentiert Werke auf Theaterfestivals und in renommierten Ausstellungshäusern in vielen europäischen Ländern, den USA und Japan, unter anderem im Institute of Contemporary Arts, London; documenta 8, Kassel; NRL Live Art, Glasgow; MoMA PS1, New York; Ludwig Forum für Internationale Kunst, Aachen; Los Angeles Contemporary Exhibitions; Museum of Modern Art, Yokohama; Walker Art Center, Minneapolis.